# Albert Graham Ingalls
Pour les articles homonymes, voir Ingalls.
Albert Graham Ingalls (16 janvier 1888 - 13 août 1958) est un chroniqueur scientifique et un astronome amateur américain. Au travers de ses colonnes dans le Scientific American, y compris dans son éditorial, The Amateur Scientist, ainsi que par sa série en trois volumes, Amateur Telescope Making (« Fabrication de télescope par les amateurs »), Albert Ingalls exerce une influence considérable sur la pratique de l'astronomie et la fabrication de télescopes par les amateurs aux États-Unis.

## Portent son nom
- Le cratère lunaire Ingalls
- L'astéroïde (75971) Unkingalls a été nommé en son honneur. Il faut noter que l'astéroïde (4875) Ingalls a lui été nommé d'après la romancière américaine Laura Ingalls Wilder et la famille Ingalls.